# Crocidura indochinensis
Crocidura indochinensis is een zoogdier uit de familie van de spitsmuizen (Soricidae). De wetenschappelijke naam van de soort werd voor het eerst geldig gepubliceerd door Robinson & Kloss in 1922.